# Jamaicai dollár
A jamaicai dollár Jamaica hivatalos pénzneme. Az első jamaicai dollárérméket és -bankjegyeket 1969. szeptember 8-án bocsátották ki. A dollár a brit font sterlinggel paritásban lévő jamaicai fontot váltotta; 1 font 2 dollárral lett egyenértékű. 1969-ben 1, 2, 5, 10, 20, 25 centes érméket és 50 centes, 1, 2, 5, 10 dolláros bankjegyeket bocsátottak ki. A 20 dolláros címletet 1977-ben, a 100-ast 1986-ban, az 50-est 1988-ban, az 500-ast 1994-ben, az 1000 dollárost 2000-ben, az 5000 dollárost pedig 2009-ben vezették be. Az 50 dollárnál kisebb névértékű bankjegyeket a magas infláció következtében fokozatosan érmékre cserélték.

## Érmék
| Névérték  | Műszaki paraméterek | Műszaki paraméterek | Műszaki paraméterek                  | Műszaki paraméterek |
| Névérték  | Átmérő              | Tömeg               | Összetétel                           | Perem               |
| --------- | ------------------- | ------------------- | ------------------------------------ | ------------------- |
| 1 cent    | 21,08 mm            | 1,22 g              | alumínium                            | többoldalú          |
| 10 cent   | 17 mm               | 2,4g                | réz                                  | kerek               |
| 25 cent   | 20 mm               | 3,6 g               | réz                                  | kerek               |
| 1 dollár  | 18,5 mm             | 2,9 g               | nikkel                               | hétszögű            |
| 5 dollár  | 21,5 mm             | 4,3 g               | nikkel                               | kerek               |
| 10 dollár | 24,5 mm             | 6 g                 | nikkel                               |                     |
| 20 dollár | 23 mm               | 7,1 g               | mag: kuprónikkel, gyűrű: nikkel-acél | kerek               |

## Bankjegyek

### 2009-es sorozat
2009. szeptember 24-én bocsátották ki az 5 000 dolláros bankjegyet.
| Névérték   | Méret       | Szín          | Leírás                                            | Leírás                  | dátumok   | dátumok         |
| Névérték   | Méret       | Szín          | Előlap                                            | Hátlap                  | Nyomtatás | kibocsátás      |
| ---------- | ----------- | ------------- | ------------------------------------------------- | ----------------------- | --------- | --------------- |
| 100 dollár | 145 x 68 mm | barna, szürke | Donald Sangster, jacaranda virág, Jamaica térképe | ackee gyümölcs, vízesés | 2014      | 2015. június 5. |

### 2023-as sorozat
A 2023-as sorozat bankjegyei polimer alapanyagúak és a függetlenség 60. évfordulójára készültek. Minden bankjegynél szerepel egy logó erre emlékeztetve. Bevezetésre került a napi pénzforgalom miatt a 2 000 dolláros bankjegy.
| Névérték     | Méret       | Szín         | Leírás                                | Leírás                                                | Dátumok   | Dátumok    | Dátumok     |
| Névérték     | Méret       | Szín         | Előlap                                | Hátlap                                                | Nyomtatás | Kibocsátás | Visszavonás |
| ------------ | ----------- | ------------ | ------------------------------------- | ----------------------------------------------------- | --------- | ---------- | ----------- |
| 50 dollár    | 145 x 68 mm | vörös        | George William Gordon és Paul Bogle   | Doctor's Cave-part                                    | 2023      | 2023       | forgalomban |
| 100 dollár   | 145 x 68 mm | tengerzöld   | Marcus Mosiah Garvey                  | Dunn-folyó vízesése                                   | 2023      | 2023       | forgalomban |
| 500 dollár   | 145 x 68 mm | ibolya       | Maroon Nagy és Sam Sharpe             | Port Royal                                            | 2023      | 2023       | forgalomban |
| 1000 dollár  | 145 x 68 mm | kék          | Alexander Bustamante és Norman Manley | Jamaica-ház (parlament)                               | 2023      | 2023       | forgalomban |
| 2 000 dollár | 145 x 68 mm | sárga        | Michael Manley és Edward Seaga        | Central Branch általános iskola gyerekei (1968 körül) | 2023      | 2023       | forgalomban |
| 5 000 dollár | 145 x 68 mm | narancssárga | Donald Sangster és Hugh Shearer       | a 2000 autópálya egy szakasza                         | 2023      | 2023       | forgalomban |

## Emlékbankjegyek
A függetlenség 50. évfordulójára 50 dolláros bankjegyet adtak ki.
| Névérték  | Méret | Szín  | Leírás                       | Leírás | kibocsátás         |
| Névérték  | Méret | Szín  | Előlap                       | Hátlap | kibocsátás         |
| --------- | ----- | ----- | ---------------------------- | ------ | ------------------ |
| 50 dollár | ?     | sárga | a bank logója, 50. évforduló | ?      | 2010. november 15. |

## Külső hivatkozások
- Bankjegyek
- Érmék